# Nauru Athletics Association
Die Nauru Athletics Association (NAA), auch als Nauru Amateur Athletic Association oder Athletics Nauru bekannt, ist der Leichtathletikverband der Republik Nauru. Die Verbandszentrale befindet sich im Civic Centre (Bürgerzentrum) des Distriktes Aiwo (0° 32′ 20,2″ S, 166° 54′ 42,1″ O).

## Geschichte
Der nationale Verband wurde im Jahr 1967 gegründet und trat 1968 dem Weltleichtathletikverband World Athletics (bis 2019: IAAF) bei. Er ist außerdem Mitglied des Kontinentalverbandes Oceania Athletics Association (OAA) sowie des Nauru Olympic Committee. Im Januar 2004 wurde Jima Harris zum Verbandspräsidenten gewählt und nach Ablauf seiner dreijährigen Amtszeit im Januar 2007 wiedergewählt. Nach Ende der Amtsperiode (2010) wurde Hansome Adumur zum Präsidenten der Nauru Athletics Association gewählt, der seither mehrfach wiedergewählt wurde.

## Erfolge auf internationaler Ebene

### Olympische Spiele und Weltmeisterschaften
Bislang partizipierten keine nauruischen Leichtathleten an Olympischen Sommerspielen. An Olympischen Jugendspielen nahmen teil:
- Thrixeena Akua (2010 über 200 Meter)
- Lovelite Detenamo (2010 über 100 Meter)
- Faylani Grundler (2014 über 100 Meter)
- Melanie Ribauw (2018 über 100 Meter)

Folgende Sportlerinnen und Sportler nahmen seit 1983 an Leichtathletik-Weltmeisterschaften teil:
| - Edouwe Appin (1997 über 100 Meter) - Deamo Baguga (2005 über 100 Meter) - Fredrick Canon (1993 über 100 und 200 Meter, 1995 über 100 Meter) - JJ Capelle (2003 und 2007 über 100 Meter) - Dysard Dageago (2017 über 100 Meter) - M. Dagiero Dagiero (2015 über 100 Meter) - Lovelite Detenamo (2011 und 2013 über 100 Meter) - Trudy Duburiya (1991 über 100 Meter) - Tryson Duburiya (1991 über 100 Meter) - Denise Ephraim (1987 über 100 Meter) | - Jonah Harris (2019 über 100 Meter) - Rick Hiram (1987 über 100 Meter) - Quaski Itaia (2009 über 100 Meter) - Joshua Jeremiah (2011 über 100 Meter) - Rosa Mystique Jones (2005, 2007 und 2009 über 100 Meter) - Detsalena Olsson (2001 über 100 Meter) - Wenona Steven (1993 über 100 Meter) - Joske Teabuge (1983 über 100 Meter) - Robertson Temaki (1999 über 100 Meter) - Olympia Zacharias (2003 über 100 Meter) |

Folgende Sportlerinnen und Sportler nahmen seit 2003 an Hallenweltmeisterschaften teil:
- JJ Capelle (2003 über 60 Meter)
- Lovelite Detenamo (2012 und 2014 über 60 Meter)
- Jonah Harris (2018 über 60 Meter)
- Joshua Jeremiah (2012 über 60 Meter)
- Rosa Mystique Jones (2008 über 60 Meter)
- Rikko Thoma (2006 über 60 Meter)

Folgende Sportlerinnen und Sportler nahmen seit 1986 an Juniorenweltmeisterschaften teil:
- Deamo Baguga (2004 über 100 Meter)
- Lovelite Detenamo (2010 und 2012 über 100 Meter)
- Denise Ephraim (1986 über 100 und 200 Meter)
- Jonah Harris (2018 über 100 Meter)
- Rosa Mystique Jones (2006 über 100 Meter)
- Dana Thoma (2008 über 100 Meter)

### Kontinentale Meisterschaften
| Wettbewerb                            | Jahr                 | Medaillengewinner |
| ------------------------------------- | -------------------- | --- |
| Ozeanienmeisterschaften               | 2008                 | Nina Grundler (Bronze im Kugelstoßen) |
| Ozeanienmeisterschaften               | 2010                 | Nina Grundler (Bronze im Kugelstoßen) |
| Ozeanienmeisterschaften               | 2011 (Division West) | Joseph Dabana (Gold im Kugelstoßen) Nina Grundler (Gold im Diskuswurf, Silber im Kugelstoßen) |
| Ozeanienmeisterschaften               | 2012 (Division West) | Joseph Dabana (Gold im Hammerwurf, Kugelstoßen, Silber im Diskuswurf) Chrissa Detanamo (Gold über 100 Meter) |
| Ozeanienmeisterschaften               | 2015                 | Joseph Dabana (Bronze im Kugelstoßen) |
| Juniorenozeanienmeisterschaften (U20) | 2010                 | Lovelite Detenamo (Silber über 100 Meter) Dagaban Harris (Silber im Kugelstoßen, Bronze im Diskuswurf) |
| Juniorenozeanienmeisterschaften (U20) | 2012 (Division West) | Jonathan Detagiowa (Silber im Diskuswurf, Hammerwurf, Bronze im Kugelstoßen) Lovelite Detenamo (Gold über 100 Meter) Jimmy Harris (Bronze über 100 Meter) |
| Jugendozeanienmeisterschaften (U18)   | 1993                 | Fredrick Canon (Silber im Kugelstoßen) Fine Olsson (Silber im Speerwurf) 800-Meter-Staffel der Mädchen (Bronze) |
| Jugendozeanienmeisterschaften (U18)   | 2004                 | Rosa Mystique Jones (Bronze über 100 Meter) |
|                                       |                      | |
| Südpazifikspiele                      | 1966                 | Anthony Bowditch (Gold über 1500 Meter, Silber über 3000 Meter Hindernis) Lois Lax (Gold im Diskuswurf, Silber über 80 Meter Hürden) Robert Morgan-Morris (Gold über 5000 Meter, 10.000 Meter) |
| Südpazifikspiele                      | 1969                 | Anthony Bowditch (Bronze über 3000 Meter Hindernis) Lois Lax (Gold im Diskuswurf) Robert Morgan-Morris (Silber über 5000 Meter, Bronze über 10.000 Meter, im Marathon) |
| Mini-Pazifikspiele                    | 2013                 | Lovelite Detenamo (Bronze über 100 Meter) |
|                                       |                      | |
| Mikronesienspiele                     | 1994                 | Fredrick Canon (Gold über 100 Meter, 200 Meter) Trudy Duburiya (Bronze über 400 Meter) Tryson Duburiya (Bronze über 200 Meter) Gerard Jones (Silber im Diskuswurf) Fine Olsson (Bronze im Speerwurf) 4-mal-100-Meter-Staffel der Männer (Bronze: Ace Capelle, Fredrick Canon, Tryson Duburiya, Michael Demapilis) |
| Mikronesienspiele                     | 1998                 | Fredrick Canon (Silber über 100 Meter, 200 Meter) Trudy Duburiya (Bronze über 400 Meter, im Diskuswurf, Kugelstoßen) 4-mal-100-Meter-Staffel der Frauen (Bronze: Detsalena Olsson, Trudy Duburiya, Edouwe Appin, Joline Harris) |
| Mikronesienspiele                     | 2014                 | Joseph Dabana (Gold im Kugelstoßen, Silber im Diskuswurf) Lanja Fritz (Gold über 100 Meter, Silber über 200 Meter) Nina Grundler (Silber im Kugelstoßen, Bronze im Diskuswurf) Junior Dagiaro Tau (Bronze im Weitsprung) John-Rico Togogae (Bronze über 800 Meter) |
| Mikronesienspiele                     | 2018                 | Jonah Harris (Gold über 100 Meter, im Weitsprung, Silber über 200 Meter, im Hochsprung, Bronze im Dreisprung) |
| Mikronesische Meisterschaften         | 2003                 | Rae Detabene (Bronze über 400 Meter) Gerard Jones (Bronze im Diskuswurf) Rosa Mystique Jones (Silber über 100 Meter, 200 Meter) 4-mal-100-Meter-Staffel der Frauen (Silber) 4-mal-400-Meter-Staffel der Frauen (Silber) 800-Meter-Mixed-Staffel (Silber) |
| Mikronesische Meisterschaften         | 2005                 | Tracey Duburiya (Silber im Diskuswurf, Hammerwurf, Kugelstoßen) Rosa Mystique Jones (Silber über 100 Meter, 200 Meter, Bronze im Weitsprung) Detsalena Stephen (Silber im Weitsprung) Dana Thoma (Bronze über 100 Meter, 200 Meter) Rikko Thoma (Bronze über 100 Meter, 200 Meter) 4-mal-100-Meter-Staffel der Männer (Bronze: Quaski Itaia, Fredrick Canon, JJ Capelle, Rikko Thoma) 4-mal-100-Meter-Staffel der Frauen (Gold: Dana Thoma, Detsalena Stephen, Kara Thoma, Rosa Mystique Jones) 800-Meter-Mixed-Staffel (Silber: Rosa Mystique Jones, Rikko Thoma, Kara Thoma, JJ Capelle) |
| Mikronesische Meisterschaften         | 2007                 | Deamo Baguga (Silber im Hochsprung, Dreisprung, Bronze im Weitsprung) JJ Capelle (Gold über 400 Meter, Bronze über 60 Meter) Rosa Mystique Jones (Gold über 100 Meter, Silber über 200 Meter) Jerusha Mau (Bronze im Diskuswurf) A-One Tannang (Gold im Kugelstoßen) Dana Thoma (Bronze über 100 Meter) 800-Meter-Mixed-Staffel (Gold: Dana Thoma, Deamo Baguga, Rosa Mystique Jones, JJ Capelle) |
| Mikronesische Meisterschaften         | 2009                 | Deamo Baguga (Gold im Weitsprung, Bronze im Dreisprung) JJ Capelle (Bronze über 100 Meter) Lovelite Detenamo (Silber über 100 Meter, 200 Meter) Nina Grundler (Silber im Kugelstoßen, Bronze im Hammerwurf) Jerusha Mau (Silber im Diskuswurf, Hammerwurf, Bronze im Kugelstoßen) Godfrey Quadina (Bronze im Weitsprung) 4-mal-100-Meter-Staffel der Männer (Silber) |
| Mikronesische Meisterschaften         | 2016                 | Fredrick Canon (Bronze im Hammerwurf) Joseph Dabana (Silber im Kugelstoßen, Bronze im Diskuswurf) Christopher Esela (Silber im Hammerwurf, Bronze im Kugelstoßen) Ezra Maeladuzu (Bronze im Weitsprung) 4-mal-100-Meter-Staffel der Männer (Bronze) |
| Mikronesische Meisterschaften         | 2018                 | Jeremiah Chanana (Gold im Diskuswurf, Silber im Kugelstoßen) Joseph Dabana (Silber im Kugelstoßen, Bronze im Diskuswurf) Bouncer Quadina (Silber im Diskuswurf) Olimac Scotty (Bronze über 100 Meter) John-Rico Togogae (Silber über 800 Meter) 4-mal-100-Meter-Staffel der Männer (Silber: Dysard Dageago, Olimac Scotty, Winzar Kakiouea, Joshua Jeremiah) |